# Bigrenica
Bigrenica (en serbe cyrillique : Бигреница) est un village de Serbie situé dans la municipalité de Ćuprija, district de Pomoravlje. Au recensement de 2011, il comptait 696 habitants.
À proximité de Bigrenica se trouve le monastère de Lepavina.

## Démographie

### Évolution historique de la population
| 1948  | 1953  | 1961  | 1971  | 1981  | 1991  | 2002 | 2011 |
| ----- | ----- | ----- | ----- | ----- | ----- | ---- | ---- |
| 2 192 | 2 218 | 2 144 | 1 988 | 1 734 | 1 510 | 979  | 696  |

|  |